# Лепуэ
Лепуэ́ (фр. Lespouey, окс. Lespuei) — коммуна во Франции, находится в регионе Юг — Пиренеи. Департамент — Верхние Пиренеи. Входит в состав кантона Турне. Округ коммуны — Тарб.
Код INSEE коммуны — 65270.

## География

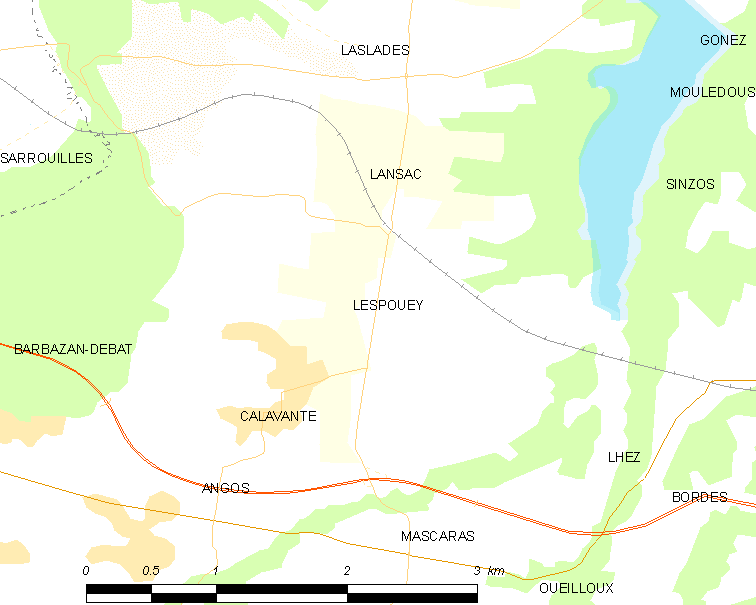
Карта коммуны

Коммуна расположена приблизительно в 650 км к югу от Парижа, в 115 км юго-западнее Тулузы, в 9 км к востоку от Тарба.
Коммуна расположена в местности Бигорр. На востоке коммуны протекает река Аррет-Дарре и расположено одноимённое водохранилище, образованное дамбой.

## Климат
Климат умеренно-океанический с солнечной тёплой погодой и обильными осадками на протяжении практически всего года.

## Население
Население коммуны на 2010 год составляло 205 человек.
| 1962 | 1968 | 1975 | 1982 | 1990 | 1999 | 2010 |
| ---- | ---- | ---- | ---- | ---- | ---- | ---- |
| 122  | 128  | 128  | 144  | 164  | 163  | 205  |

## Администрация
| Период | Период | Фамилия      | Партия | Примечания |
| ------ | ------ | ------------ | ------ | ---------- |
| 2001   | 2020   | Шарль Дарриб |        |            |

## Экономика
В 2010 году среди 131 человека трудоспособного возраста (15-64 лет) 91 были экономически активными, 40 — неактивными (показатель активности — 69,5 %, в 1999 году было 74,5 %). Из 91 активных жителей работали 90 человек (50 мужчин и 40 женщин), безработной была 1 женщина. Среди 40 неактивных 19 человек были учениками или студентами, 13 — пенсионерами, 8 были неактивными по другим причинам.